# Piękna i Bestia (film 2012)
Piękna i Bestia – niemiecko-austriacki film fantasy z 2012 roku, będący adaptacją klasycznej francuskiej baśni ludowej spisanej przez Jeanne-Marie Leprince de Beaumont. Film jest częścią cyklu filmów telewizyjnych Märchenperlen (Bajkowe Perły).

## Fabuła
Kupiec Hugo wracając do domu zabłądził w lesie. Trafia do wielkiego zamku, gdzie zaatakowała go przerażająca bestia. Potwór uwięził kupca w swojej posiadłości. Jednak jego miejsce zajmuje  Elza, jego córka. Bestia zakochuje się w dziewczynie i postanawia zdobyć jej miłość. Jedynie tak może uwolnić się od klątwy.

## Obsada
- Cornelia Gröschel – Elza
- Max Simonischek – Książę Arbo / Bestia
- Jürgen Tarrach – Wirt Hugo
- Christoph Letkowski – Berthold von Rabenburg
- Karsten Kramer – Wenzel
- Carolin Walter –  Irmel
- Nadine Wrietz – Magd Gertrud